# 长春龙嘉国际机场
长春龙嘉国际机场（简称长春机场或龙嘉机场）位于吉林省长春市九台区，是吉林省的航空枢纽，也是中国东北地区的四大国际机场之一。

## 概况
长春龙嘉国际机场位于长春市九台区龙嘉街道（原二道区龙嘉镇），距长春市中心约32公里，吉林市35公里，两市共用该机场。长春龙嘉机场于1998年立项，2003年5月29日全面开工，2005年8月27日零时投入运营，取代了长春大房身机场的民航功能。长春龙嘉国际机场于2011年5月完成一期全部工程，现有一条长宽为3200米×45米的跑道以及一条等长的平行滑道，机场飞行区等级为4E，停机坪面积近22万平方米，航站楼面积7.3万平方米。，现为哈尔滨太平国际机场和沈阳桃仙国际机场的备降机场。
长春龙嘉国际机场是东北唯一一座高速铁路和机场无缝衔接的大型国际机场，通过长珲城际铁路龙嘉站连接机场航站楼，是中国主要建设的干线机场和东北亚门户枢纽，项目为中国国家民航总局，吉林省和长春市政府共同投资建设的重点工程，是吉林省十五期间百项重点工程之一。 1998年5月工程立项，于2005年建成。现为首都机场集团下属机场，可同时为省内各大城市提供航空服务。

## 历史
长春原有的民用机场为长春大房身机场，始建于1941年。由于城市建设和机场运营的矛盾日益突出，而且军民两用也造成了诸多不便，1998年5月国务院、中央军委批准新建长春民用机场工程立项，并于2003年5月29日全面开工。
2005年8月27日，长春龙嘉国际机场正式投入使用；与此同时，大房身机场结束其民用历史。 长春龙嘉国际机场是国家民航总局和吉林省共同投资建设的重点工程，是吉林省十五期间百项重点工程之一。现为首都机场集团下属4E机场。
2009年6月24日，长春龙嘉国际机场开始实施一期扩建。扩建后候机坪达到22万平方米，停机位32个；候机楼7.3万平方米，设备齐全。启动综合交通枢纽项目，实现民航、铁路、公路、轨道、常规交通、出租车等多种方式的无缝对接。跑道材质为水泥，长3200米、宽45米，可起降大中型客机。
二期扩建工程于2015年10月开工建设。主要建设内容包括航站楼及高架桥工程、飞行区工程、配套工程。航站楼工程新建12.8万平方米的航站楼、5万平方米地面停车场和4万平方米地下停车楼；飞行区工程新建长1068.5米的第二平行滑行道、两条快速滑行道、一条垂直联络道及28个停机位的站坪；配套工程新建供电、供水、供暖、污水厂及辅助生活用房等。2017年竣工并通过施工单位工程验收。2018年10月19日，通过民航东北地区管理局组织的行业验收。

## 航站楼

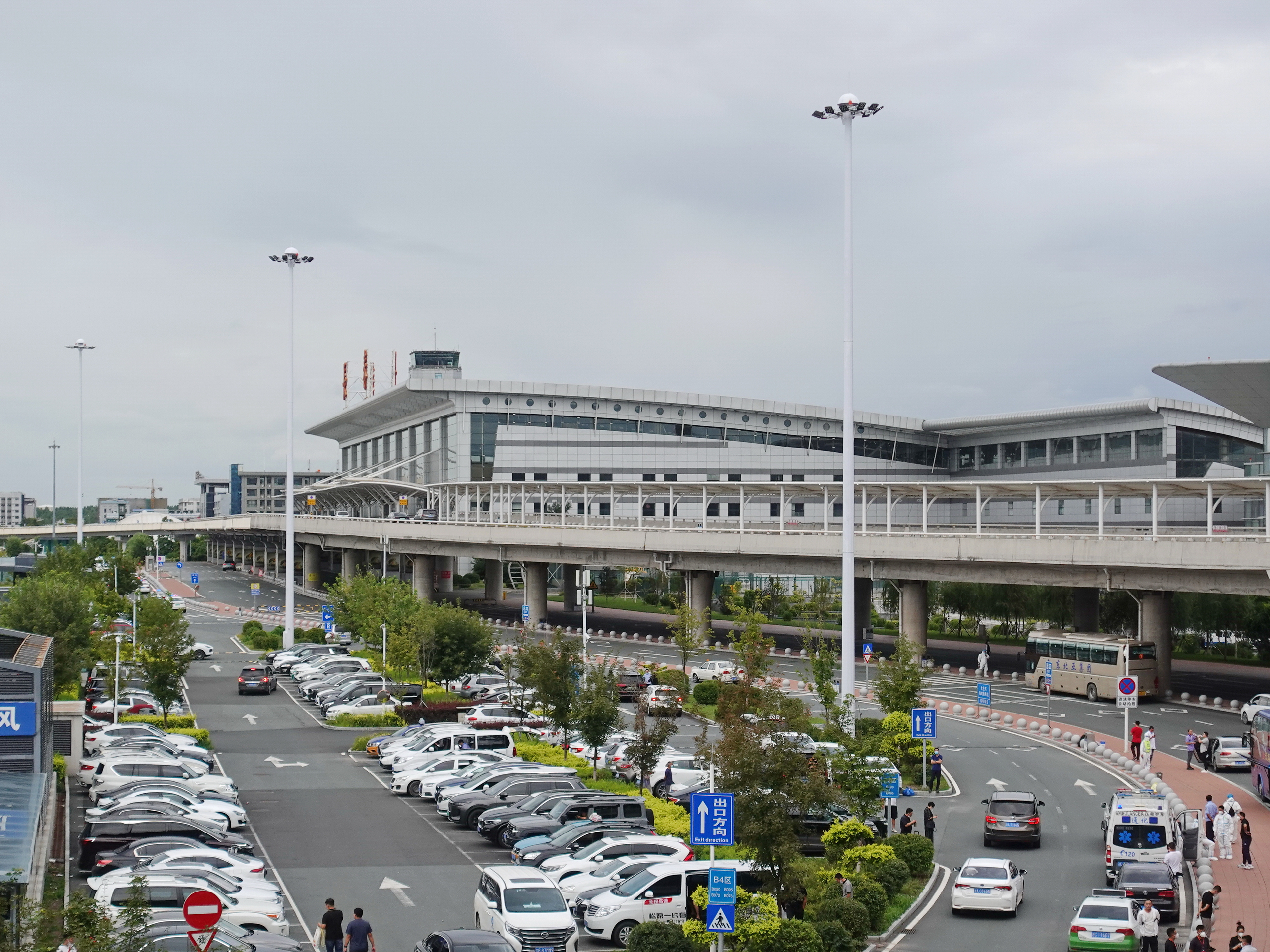
长春龙嘉机场T1航站楼

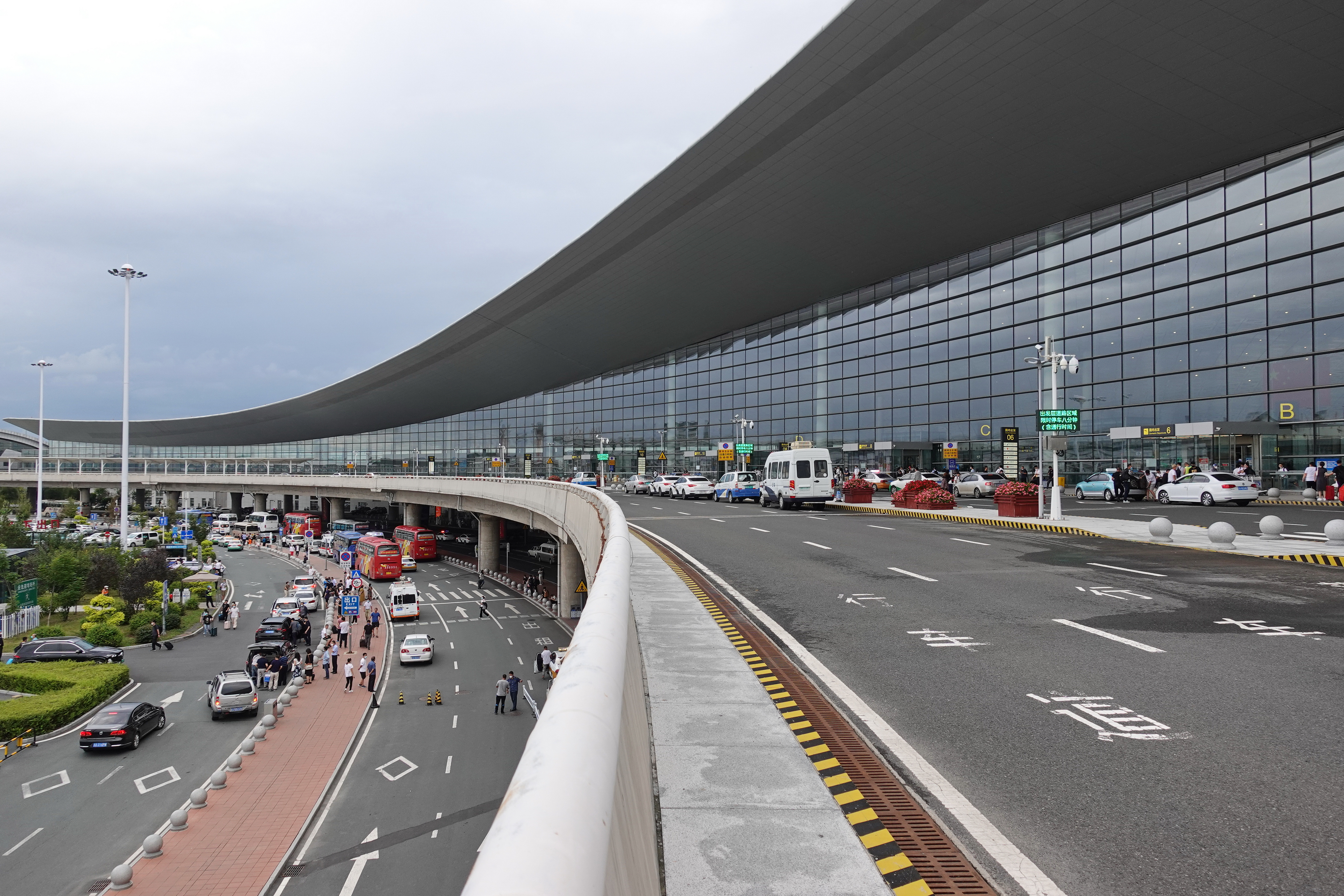
长春龙嘉机场T2航站楼

长春龙嘉国际机场共有2座航站楼，T1航站楼目前仅提供国际航班保障，候机厅设有母婴室、饮水处、充电桩及电扶梯等基础服务设施。
T2航站楼位于T1航站楼的东侧，有连廊与T1航站楼相连，于2018年10月28日正式启用。
T2航站楼平面呈“人”字型，东西长约650m，南北长约400m，总占地面积约5.56万平方米，总建筑面积12.8万平方米，单层面积约5万平方米。T2航站楼东指廊设有9层机坪塔台，共设置23个近机位登机口（对应42个固定登机桥、27个活动登机桥)。主楼共5个出入口，4个值机岛，56个值机柜台、14条安检通道，直梯20部、扶梯10部、自动步道梯6部，自助值机设备8台、自助行李托运设备4台，包括信息集成、离港、安检信息、广播、航显等20个系统。
T2航站楼共分4层，地上3层，地下1层。三层：国内航班出发大厅，主要用作旅客值机、国内安检；二层：旅客到达通道及中转流程办理区域；一层：到达大厅，主要用作行李提取，迎接国内到达航班旅客；地下一层：地下换乘通道，通往龙嘉高铁站和地下停车楼。由于T2航站楼的空间面积比较大，为节约旅客乘机时间，2楼走廊的位置，设有6条长约50米的自动步道，乘客可通过自动步道快速到达行李提取处。T2航站楼商业、餐饮店面主要覆盖于航站楼的出发大厅、到达大厅和国内隔离区三大区域，其中商业经营涵盖书刊音像、服装服饰、儿童玩具、电子产品等多元化品类业态，餐饮方面包括中餐、西餐，可满足旅客就餐多样化需求。

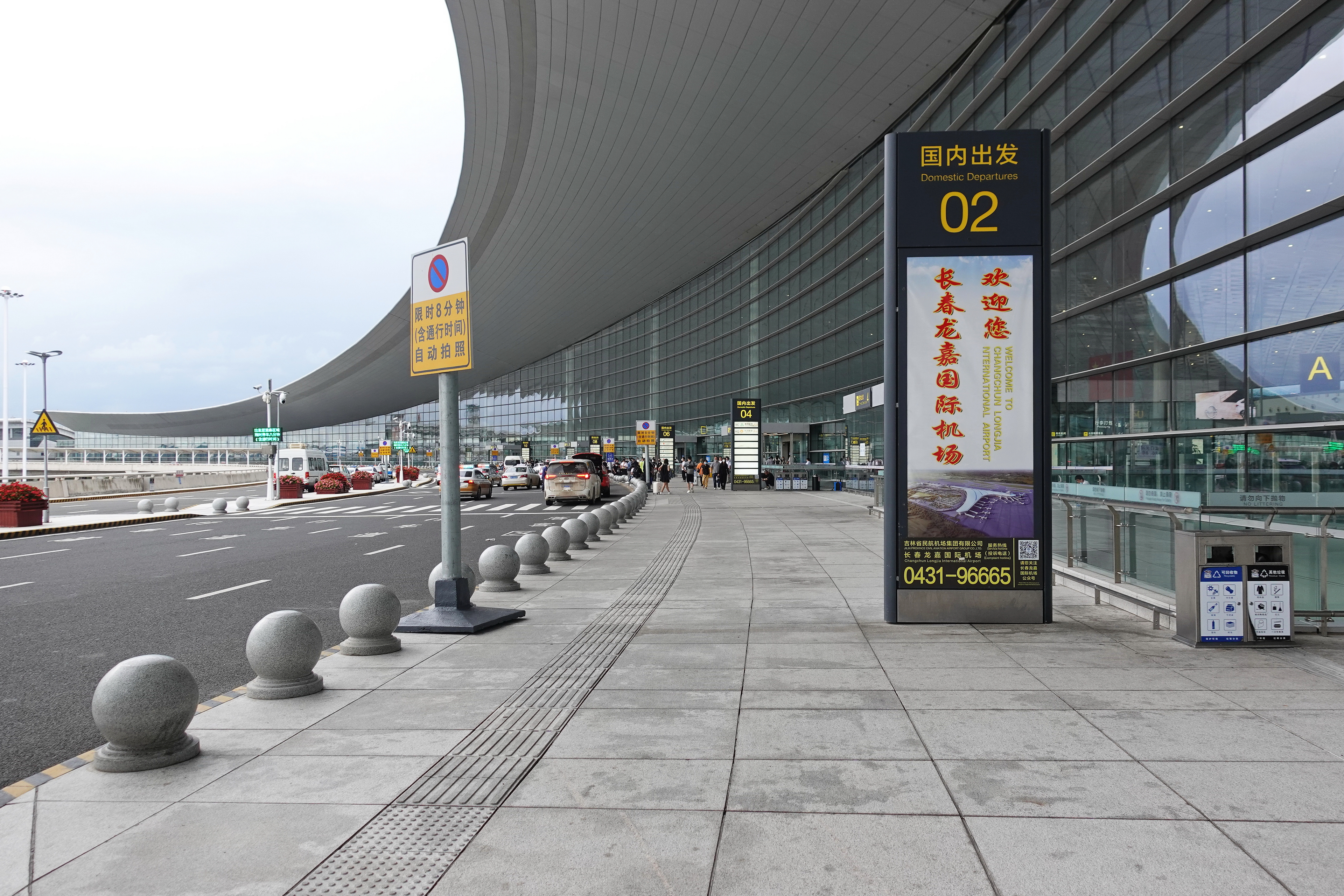
长春龙嘉机场T2航站楼出发层入口
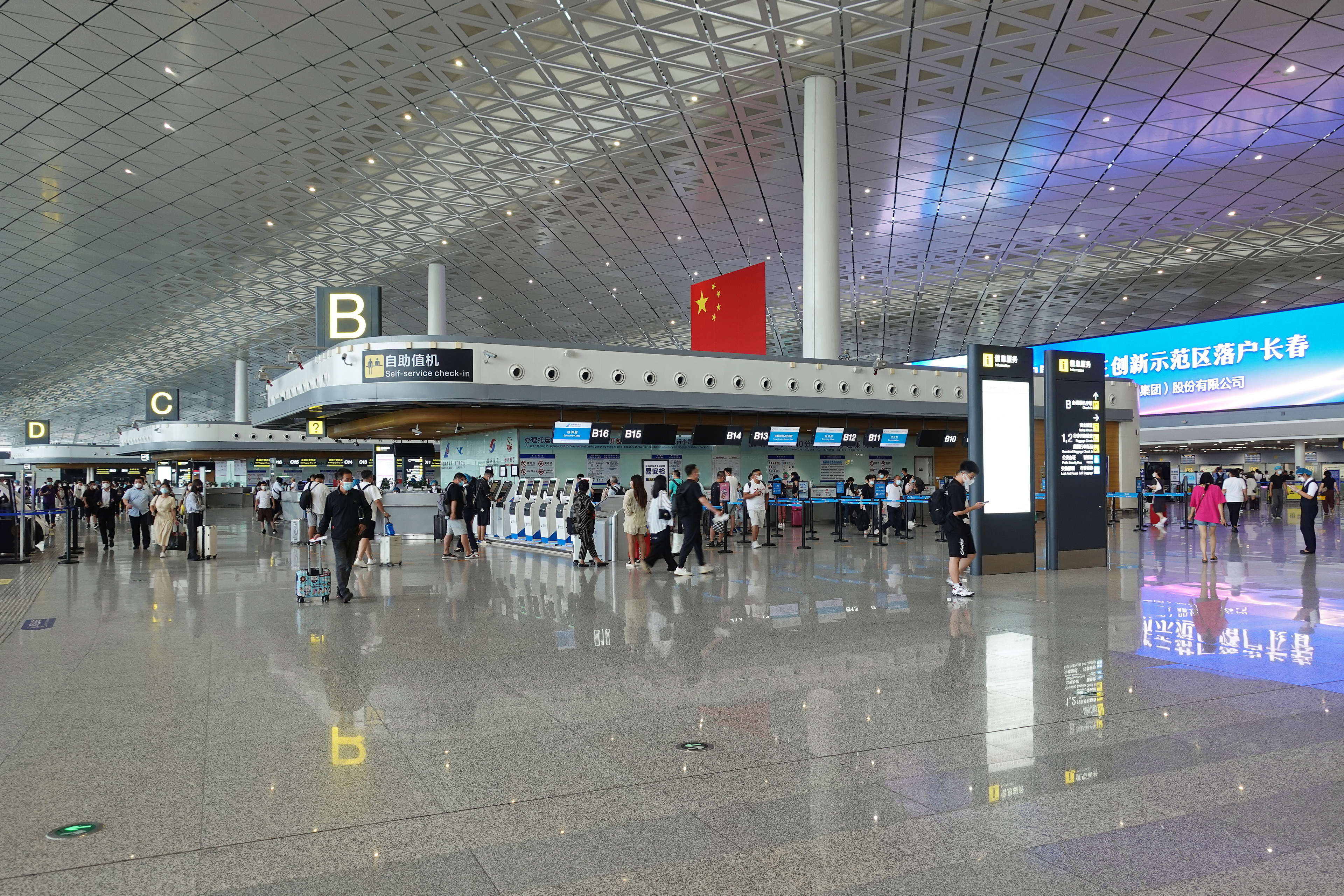
T2航站楼离港出发大厅
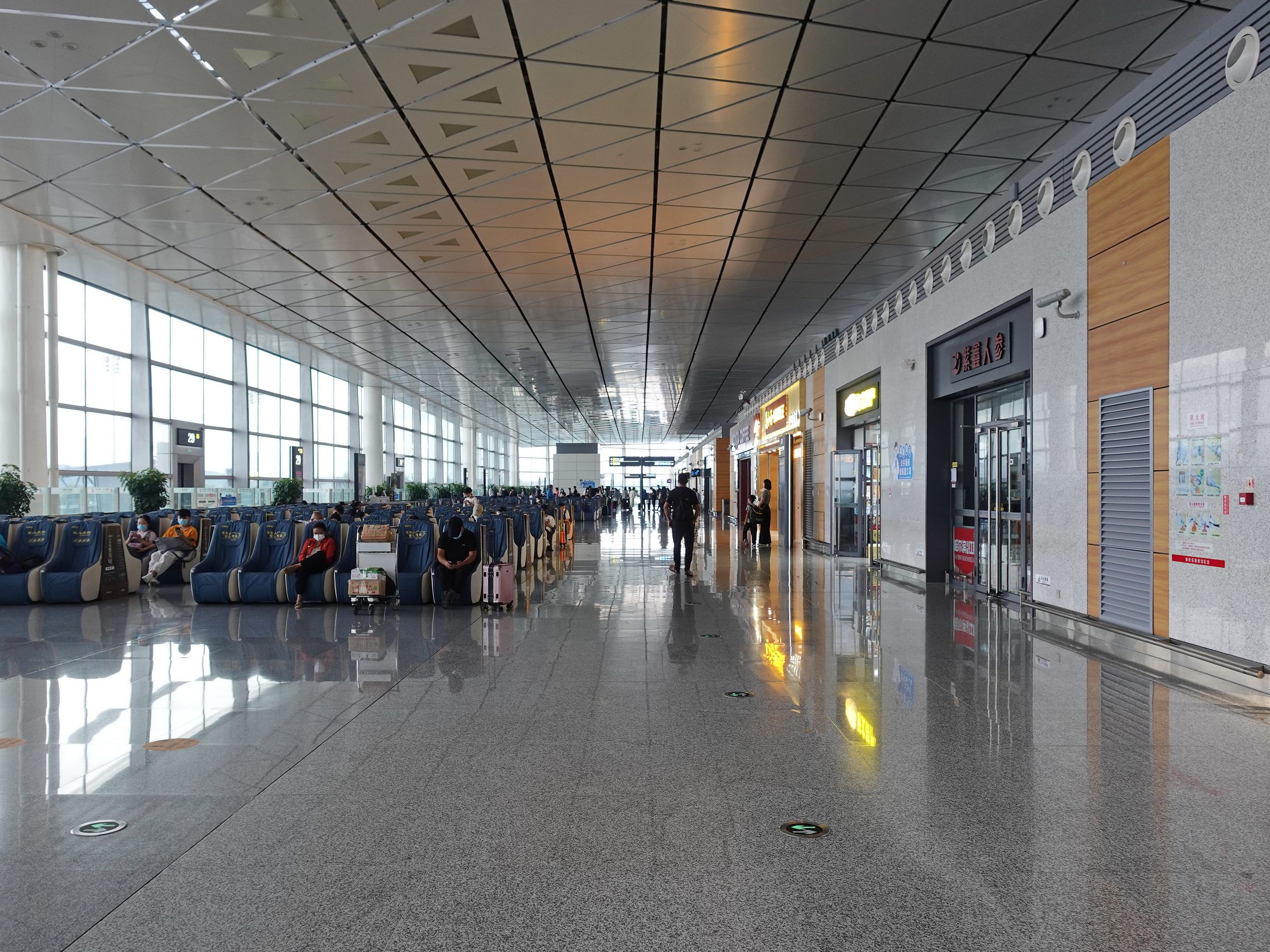
T2航站楼候机区
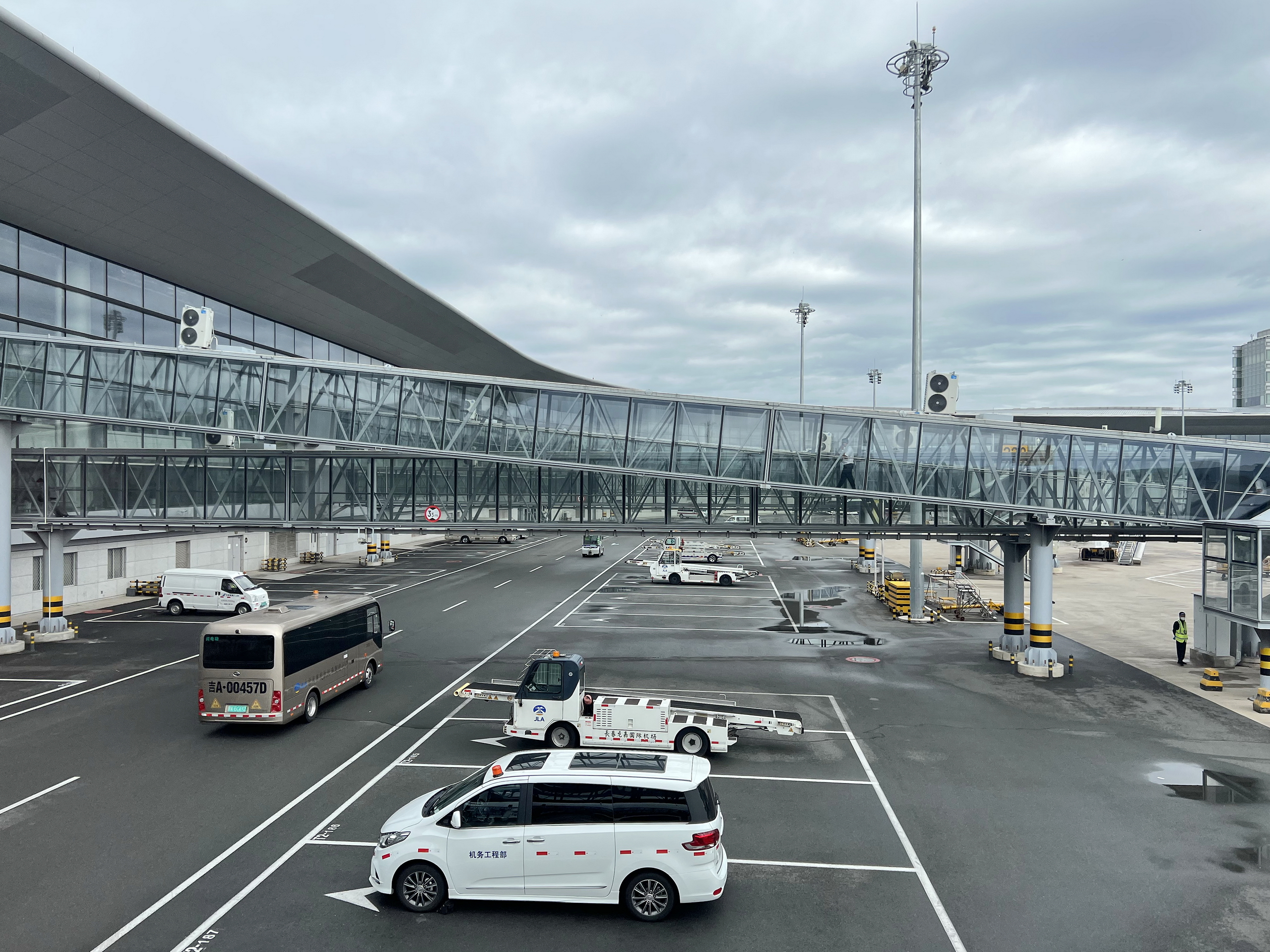
T2航站楼廊桥
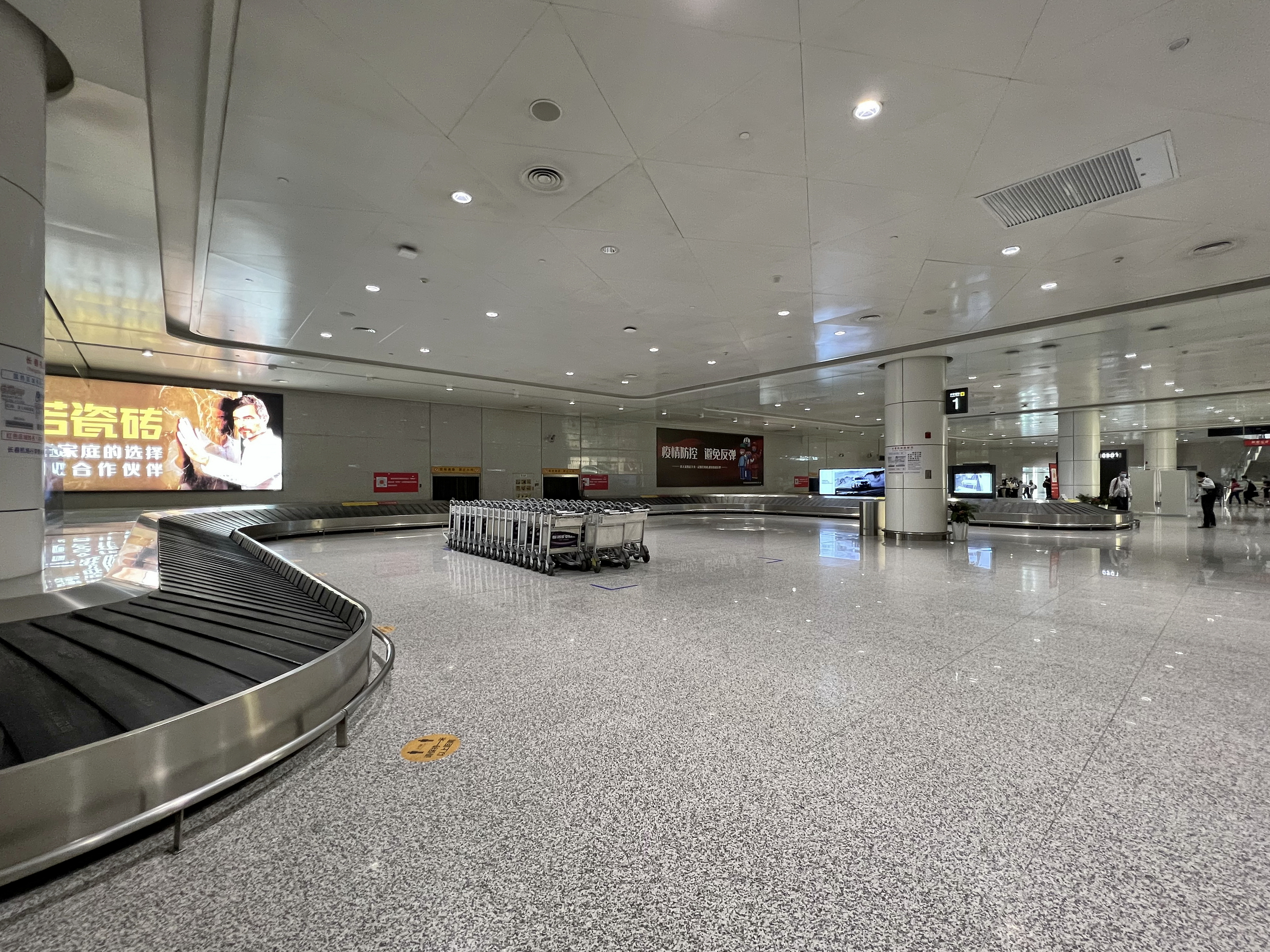
T2航站楼到达层行李提取大厅

| 航站楼 | 总面积       | 机位数量 | 设计容量   | 投用日期       |
| ------ | ------------ | -------- | ---------- | -------------- |
| T1     | 7.3万平方米  | 32个     | 1600万人次 | 2005年8月27日  |
| T2     | 12.8万平方米 | 28个     | 1600万人次 | 2018年10月28日 |

## 空中交通服务通信设施通信频率
D-ATIS：126.25MHz
塔台管制：118.85MHz
地面管制：121.95MHz
东机坪管制：121.6MHz
北机坪管制：121.675MHz
放行频率：121.75MHz

## 值机

### 值机时间
2016年1月1日起，机场对所有出港航班提前40分钟停止办理乘机手续，提前15分钟关闭登机口，提前10分钟关闭飞机舱门。

### 值机柜台
- T1航站楼：值机岛办理国际或港澳台航班值机。
- T2航站楼：出发大厅共设56个值机柜台，分布在4个值机岛内，其中B岛为机场问讯处。各航空公司值机柜台分布如下：
  - A岛：春秋航空、九元航空。
  - B岛：南方航空、四川航空、厦门航空、重庆航空。
  - C岛、D岛：自助值机、吉祥航空、海南航空、首都航空、东海航空、成都航空、金鵬航空、天津航空、长安航空、祥鹏航空、昆明航空、长龙航空、西藏航空、湖南航空、河北航空、桂林航空、中国联航、江西航空、福州航空、深圳航空、山东航空、东方航空、上海航空、青岛航空。[3]

## 航點

### 境內航線
| 航空公司     | 目的地 |
| ------------ | --- |
| 中国南方航空 | 长白山、北京/大兴、成都/天府、重庆、广州、海口、杭州、北海、昆明、合肥、呼和浩特、济南、南昌、南京、青岛、三亚、厦门、上海/浦东、深圳、珠海、天津、武汉、延吉、长沙、郑州、西安、盐城 |
| 中国东方航空 | 济南、南京、赤峰、上海/浦东、太原、西安、泸州、桂林（經停合肥）、成都/天府、广州、威海、兰州（經停呼和浩特）                                                                          |
| 厦门航空     | 杭州、济南、南京、宁波、青岛、天津、泉州、连云港、长沙、厦门、福州 |
| 中国国际航空 | 北京/首都、成都/双流、成都/天府、杭州、郑州、上海/浦东、天津、武汉、温州 |
| 深圳航空     | 扬州、广州、南昌、南京、深圳、烟台、郑州、绵阳、南通、临沂、三亚 |
| 上海航空     | 济宁、上海/浦东、威海、烟台、福州、汕頭/揭阳、海口、温州、桂林（經停上海/浦东） |
| 海南航空     | 北京/首都、合肥、呼和浩特、杭州、石家庄、兰州、海口、长沙 |
| 四川航空     | 成都/天府、济南、扬州、天津、西安、郑州、榆林、三亚、杭州 |
| 青岛航空     | 南宁、青岛、天津、海口、桂林（經停淮安）、南通（经停烟台） |
| 山东航空     | 濟南、青岛、太原、厦门、重庆、贵阳、烟台、珠海（經停天津） |
| 春秋航空     | 南昌、宁波、厦门、上海/浦东、石家庄、扬州、深圳 (经停东营) |
| 首都航空     | 合肥、石家庄、长沙、西安、海口、三亚 |
| 长龙航空     | 临沂、威海、昆明、日照、银川、杭州 |
| 成都航空     | 成都/天府、盐城、威海、石家庄 |
| 东海航空     | 南京、无锡、深圳、南昌、珠海 |
| 吉祥航空     | 上海/浦东、南京、青岛 |
| 昆明航空     | 石家庄、昆明、襄阳 |
| 九元航空     | 南京、广州 |
| 湖南航空     | 无锡、昆明 |
| 天津航空     | 天津、乌鲁木齐 |
| 西藏航空     | 天津、成都/双流 |
| 金鵬航空     | 上海、呼和浩特 |
| 长安航空     | 烟台、西安 |
| 福州航空     | 海拉尔、福州 |
| 祥鹏航空     | 郑州 |
| 桂林航空     | 桂林 |

### 港澳台/國際航線
| 航空公司     | 目的地                                              |
| ------------ | --------------------------------------------------- |
| 中国南方航空 | 東京/成田、大阪/關西（2025年9月1日復辦）、首尔/仁川 |
| 上海航空     | 曼谷/素萬那普（經上海/浦東）、吉隆坡（經運城）      |
| 长龙航空     | 香港（经临沂或烟台）                                |
| 九元航空     | 曼谷/素萬那普（經連雲港）                           |
| 韩亚航空     | 首尔/仁川                                           |
| 德威航空     | 襄陽（旅遊包機）                                    |

## 统计
请参阅源Wikidata查询.

## 荣誉
- 2016年：国际机场协会（亚太地区500-1500万级）“总干事机场卓越服务质量奖”
- 2018年：国际机场协会（亚太地区500-1500万级）“最佳机场奖”、“最佳基础设施及便利奖”、“最佳旅客服务奖”、“最佳环境与氛围营造奖”、“总干事机场卓越服务质量奖”
- 2020年：国际机场协会（亚太地区500-1500万级）“最佳机场奖”、“客户之声奖”

## 机场交通

### 机场巴士
機場有大巴往返長春市區的全安廣場、人民广场、卫星广场一汽厂区等大巴线路。
机场巴士1号线：
全安广场(地铁南关站)—机场
发车时间：5：00-20：00，每小时一班。
- 机场方向经停站点：临河街(地铁吉林大路站)→东环城路（吉林延安医院）→东方广场
- 市区方向经停站点：东方广场→乐群街→临河街→全安广场

机场巴士2号线：
- 一汽花园酒店发车时间：7:00、8:30、10:30、12:30、14:30
- 长春龙嘉国际机场发车时间：9:00、11:30、13:30、15:00

经停站点：长春龙嘉国际机场 →南关城市候机楼→文化广场→正阳广场→汽贸城→一汽花园酒店
机场巴士3号线：
- 高速公路客运站始发：8：40-15：40，每小时一班；经停站点：临河街轻轨公交站→会展大街轻轨公交站→首地首城公交站
- 长春龙嘉国际机场始发：10：00-17：00，每小时一班，整点发车；经停站点：首地首城公交站→会展大街轻轨公交站→临河街轻轨公交站

机场巴士4号线，人民广场至机场：
- 发车时间：
  - 8：00-12：00，每小时一班，整点发车；
  - 12：00-19：00，每半小时一班；
  - 19：00至航班结束，每小时一班，整点发车。
  - 除以上车次外，高峰期客满即走。

经停站点：东方广场→乐群街公交站（吉大一院）→临河街→南关全安广场。
机场巴士5号线：停运
- 西安桥外（原省民航局办公楼）→南关城市候机楼

发车时间：7:00、10:00
机场巴士6号线：停运
- 长春龙嘉国际机场→火车站（春谊宾馆，原大和旅馆）

此外机场巴士有一条方便吉林市民乘机的线路，因G12龙嘉-吉林段封闭修缮停运，停运时间：2017年9月25日至2019年9月25日
- 吉林市→长春龙嘉机场发车时间：5:30、6:30、8:00、10:00、12:30、14:30、16:00、17:00
- 长春龙嘉机场→吉林市发车时间：12:00、14:00、15:30、16:20、18:00、20:30、21:30、23:00

经停站点：龙嘉机场→越山路中东新生活市场→桃源广场（岔路乡）→吉林市民航中心售票处→吉林世纪大饭店

### 城际铁路
长珲城际铁路在T1航站楼正南方向地下设有龙嘉站，实现了空铁联运，列车票价：长春西↔龙嘉区间：一等座25元、二等座14.5元；长春↔龙嘉区间：一等座15元、二等座8.5元；吉林↔龙嘉区间：一等座37元、二等座22.5元；九台南↔龙嘉区间：一等座10元、二等座5.5元。
- 长春西站↔龙嘉站：每天往返3车次，历时27分钟。
- 龙嘉站→长春西站：每天1车次，历时27分钟。
- 长春站→龙嘉站：每天24车次，历时14分钟。
- 龙嘉站→长春站：每天22车次，历时14分钟。
- 吉林站→龙嘉站每天20车次，历时30分钟。
- 龙嘉站→吉林站每天21车次，历时30分钟。
- 九台南站→龙嘉站每天1车次，历时7分钟。
- 龙嘉站→九台南站每天2车次，历时7分钟。[3]

#### 首末班列车时刻
| 车次  | 方向       | 始发站 | 终到站 | 始发时间 | 龙嘉站到达时间 | 龙嘉站发车时间 | 终到时间 |
| ----- | ---------- | ------ | ------ | -------- | -------------- | -------------- | -------- |
| C1003 | 机场、吉林 | 长春   | 珲春   | 06:21    | 06:35          | 06:36          | 09:39    |
| C1202 | 长春       | 吉林   | 长春   | 06:26    | 07:00          | 07:01          | 07:16    |
| C1027 | 机场、吉林 | 长春   | 延吉西 | 19:27    | 19:41          | 19:42          | 21:56    |
| C1232 | 长春       | 吉林   | 长春   | 19:31    | 20:00          | 20:01          | 20:16    |

## 未来规划
机场三期设计规模为客运吞吐量3,800万人次、货邮吞吐量27万吨。长春龙嘉国际机场枢纽一期北区已先行建设施工，并于2018年6月与机场T2航站楼同步投入使用。未来将适时进行枢纽一期南区建设，按照规划，一期南区将与轨道交通9号线、九台隧道同步建设，包括龙嘉高铁站东扩站房、地铁站、长途客运站、综合换乘大厅。还将建设枢纽二期工程和T3航站楼，枢纽二期位于长珲城际铁路与未来的T3航站楼之间，将来枢纽二期与T3航站楼同步建设。